# Basinkomst i Brasilien
Basinkomst och det besläktade systemet negativ inkomstskatt har diskuterats i Brasilien åtminstone sedan 1980-talet. 2001 introducerades en lag av senator Eduardo Suplicy från Arbetarpartiet som gav mandat till ett gradvis införande av ett sådant system.

## Bolsa Familia

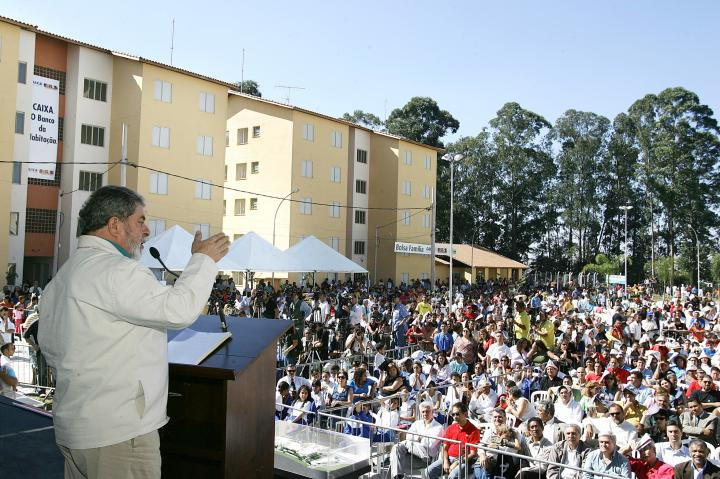
President Lula

Bolsa Família är ett välfärdsprogram i Brasilien som syftar till att reducera fattigdomen dels genom direkta kontantbidrag och dels genom satsningar på skola och hälsa med mera. Det är en central del av den välfärdsprogrammet Fome Zero (nollhunger) och kärnan i president Luiz Inácio Lula da Silva socialpolitik. Penningdelen av programmet är utformat på så sätt att fattiga brasilianska familjer får bidraget, som är utformat som en basinkomst, på villkor att deras barn går i skolan och är vaccinerade. I slutet av 2008 nådde bidraget 11,3 miljoner familjer, 46 miljoner människor, vilket är ungefär en fjärdedel av hela Brasiliens befolkning. Mellan 27 och 79 USD (196–575 SEK) betalas varje månad ut till de fattigaste familjerna (det vill säga de med en inkomst på 26 USD eller mindre per månad) beroende på antalet familjemedlemmar.

## Lokal basinkomst
Basinkomstprojektet i Quatinga Velho, Sao Paulo, inleddes 2008 och organiseras av frivilligorganisationen ReCivitas. Finansieringen har hittills täckts av privata donationer. I juni 2011 fick 83 personer 30 real per person och månad.